# Maria Schneider (színművész)
Maria Schneider, teljes születési nevén Maria Hélène Schneider, egyes források szerint Marie Christine Gélin 
(Párizs, 1952. március 27. – Párizs, 2011. február 3.), francia színésznő. Világhírét Az utolsó tangó Párizsban című Bertolucci-filmben nyújtott alakításával szerezte. A film körüli botrányok azonban lerontották további karrierlehetőségeit.

## Élete

### Származása
Maria Hélène Schneider Párizs 15. kerületében született, szüleinek házasságon kívüli kapcsolatából. Anyja, Marie-Christine Schneider erdélyi szász családból származott (román és francia források „román származásúnak” írják). 
Párizsban fotómodellként és könyvkereskedőként dolgozott.
Apja Daniel Gélin (1921–2002) francia filmszínész volt, aki Danièle Delorme színésznővel élt házasságban, emiatt hivatalosan nem ismerte el a házasságtörő viszonyból született gyermekét. Az apa néhányszor meglátogatta az újszülöttet, azután megszakította viszonyát az anyával és többé nem tartott velük semmilyen kapcsolatot.
Mariát 15 éves koráig anyja egyedül nevelte egy francia kisvárosban, a német határ közelében. Ekkor a kamaszlány otthagyta az iskolát, és Párizsba ment. Alkalmi munkákból élt, rajzait árulta az utcán. Meggyőződés nélkül próbált modellként érvényesülni.
Biológiai apjával, Daniel Gélinnel 16 évesen találkozott ismét, amikor Párizsban bejelentés nélkül becsöngetett hozzá. Kapcsolata apjával – aki jogilag, hivatalosan sohasem ismerte el Mariát saját gyermekének – rendszertelen és ellentmondásos maradt. Gélin tagadta apaságát. Későbbi feleségeitől és szeretőitől született további gyermekei, Maria féltestvérei, azaz Xavier Gélin színész-rendező (1946-1999), Pascal Gélin (1956-1957), Manuel Gélin (*1958) és Fiona Gélin színésznő (*1962) csak Az utolsó tangó Párizsban bemutatása utáni sajtójelentésekből értesültek Maria létezéséről. Apjuk még ekkor is letagadta, hogy a fiatal főszereplő az ő lánya lenne. 
A L’Humaniténak 1994-ben Maria azt nyilatkozta, hogy apjával összesen háromszor találkozott életében, apja sosem akarta őt elismerni gyermekének, és ő maga sem kedveli, ha Gélin leányaként emlegetik.
Maria unokanővére, Vanessa Schneider újságíró (Marie-Christine Schneider fivérének, Michel Schneider (1944–2022) író–pszichiáternek leánya) 2018-ban kiadta elhunyt unokatestvérének életrajzát. Ebben azt írja, hogy a tizenéves Maria Schneider rendszeresen látogatta biológiai apját, Daniel Gélint, bár ő távol tartotta őt saját családjától. Vanessa szerint Daniel Gélin vezette be leányát, Mariát a filmes miliőbe. Magával vitte filmforgatásokra is. Találkozásaik később megritkultak, de újra és újra találkoztak, végül Maria megismerkedhetett féltestvéreivel, Gélin törvényes gyermekeivel is, erre azonban csak Az utolsó tangó Párizsban bemutatása után hosszabb idővel került sor.

### Színésznői pályája
Az 1960-as évek végén a tizenéves Maria Schneidert a nála tizennyolc évvel idősebb Brigitte Bardot vette szárnyai alá, aki ekkor már sikeres sztár volt, leszállóágban lévő, egykori nagy szex-szimbólum. Bardot beköltöztette Schneidert a Paul Doumer sugárúton lévő saját lakásába, és összehozta a filmipar sztárjaival, rendezőkkel, színészekkel. 1969-ben magával vitte, névtelen szerepben az Asszonyok című romantikus vígjátékba. 1969–1971 között Schneider sok apró mellékszerepet kapott. A Terence Young által rendezett Pascal karácsonyfája-ban (1969) William Holden, Virna Lisi és Bourvil mellett jelent meg. A Madly-ben (1969) Alain Delonnal és Mireille Darc-kal játszott együtt. Apró szerepekben fellépett kabarékban, színpadokon is. 1970-ben René-Nicolas Ehni társulatában, a „Théâtre 347” színpadán debütált, táncosnőt alakított Ehni „Super-positions” című darabjában. 1971-ben Roger Vadim Hellé című filmdrámájának egy mellékszerepében megmutatta drámai tehetségét is.

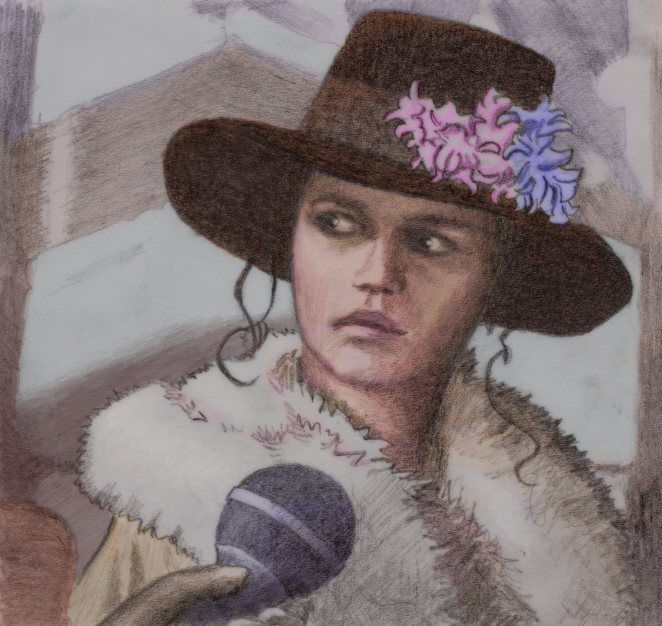
Jeanne szerepében Az utolsó tangó Párizsban c. filmben, 1972 (illusztráció)

1971-ben Bernardo Bertolucci szereplőket keresett új filmtervéhez, amelynek forgatókönyve két idegen ember, egy középkorú özvegy férfi és egy fiatal kamasz nyers, érzelemmentes, végül erőszakba torkolló szexuális kapcsolatáról szólt. A rendező eredetileg két férfival akart forgatni, de aztán elállt ettől. 
Előző sikerfilmjének, A megalkuvónak két főszereplője, Jean-Louis Trintignant és Dominique Sanda túl szabadosnak minősítette és elhárította a felkérést. Bertoluccit Alain Delon és Jean-Paul Belmondo is visszautasította, végül a pályája (átmeneti) mélypontján álló, 48 éves Marlon Brando lett a férfi főszereplő. A női főszerepre sem akadt vállalkozó, aztán Dominique Sanda a barátnőjét, a kezdő Schneidert ajánlotta, aki ekkor táncosnőként dolgozott Párizsban. A fiatal Schneider hatalmas kiugrási lehetőséget látott a Brandóval való közös főszereplésben, és elfogadta Bertolucci ajánlatát Jeanne szerepére. A 19 éves lány a francia törvények szerint kiskorúnak minősült, de megszerezte anyjától a szülői engedélyt. A forgatás során Bertolucci – egyedül Brandóval egyeztetve – a forgatókönyvben nem szereplő, megalázó anális szexjelenetbe kényszerítette Schneidert, hogy a váratlan erőszak a lányban valódi elkeseredést, könnyeket és dühöt váltson ki, amit Bertolucci filmre vehet. Az 1972-ben bemutatott film hatalmas botrányt kavart, vetítését több országban betiltották, a rendezőt Olaszországban pornográfia vádjával (felfüggesztett) börtönbüntetésre ítélték, az eredetileg négyórás filmet fél hosszúságra kellett visszavágni. A szerep egy csapásra világhírűvé tette Schneidert, ugyanakkor további karrierjét megtörte. A színésznő fenyegető leveleket és telefonhívásokat kapott, az európai sajtóban gúnyolták és szidalmazták, erkölcsileg kikezdték.
Vitatott, hogy a filmen valódi nemi erőszak történt-e? Maga Schneider 2007-ben úgy nyilatkozott, hogy a jelenetben „megerőszakolva érezte magát”, ennek azonban nem lett visszhangja. Arra a kérdésre, hogy forgatás közben valódi szexre került volna sor, Schneider nemmel válaszolt.
A megalázott és kihasznált Jeanne szerepéért Schneider mindössze 2500 dollárt kapott, amely eltörpült Brando százszoros honoráriuma mellett. (A férfi 250 000 dollárt kapott, plusz a film nyereségének 10%-át.)
A forgatáson elszenvedett megalázás, a hirtelen siker, majd a személye iránti agresszív érdeklődés sokkolta Schneidert. 2004-ben a Le Parisiennek azt nyilatkozta, hogy pályája sokkal simább lett volna e botrányfilm nélkül. Helyzetét nehezítette, hogy 1973-ban el kellett hagynia kényelmes párizsi lakóhelyét, mert patrónája, Brigitte Bardot feladta filmes karrierjét, állatvédő lett és vidékre költözött. Schneider 1974-től kezdve nyilvánosan beszélt biszexualitásáról. 1978-ban Svédországban élt barátnőjével, Ulla Andersson (*1946) fotómodellel, Quincy Jones trombitás volt feleségével.
A „Tangó” után Schneidernek sokáig csak hasonló karakterű szerepeket kínáltak, de ezeket elhárította, meztelen szereplést többé nem vállalt. Drámai főszerepekben próbált bizonyítani. 1973-ban Otto Schenk rendező Schnitzler-adaptációjában, a Reigen-ben egy apró mellékszerepben játszott. 1975-ben René Clément rendező A gyerekfelügyelő-jének címszerepében egy elrabolt gyermek életét kellett megóvnia. Ugyancsak 1975-ben Michelangelo Antonioni thrillerében, a Foglalkozása: riporterben egy titokzatos lányt játszott, aki az álnéven élő Jack Nicholson újságírót kíséri a halálig vezető útján. Későbbi interjúiban Schneider ezt a filmet nevezte kedvencének. A főszereplő lány karakterét magához közelállónak tartotta. 1976-ban szó nélkül elhagyta Bertolucci Huszadik század című filmjének forgatását, ahol a rendező (hasonlóan a Tangóhoz) a forgatókönyvben nem szereplő, erőszakos szexjelenetekbe akarta őt belevinni. Helyét Stefania Sandrelli vette át. 1978-ban visszautasította Drusilla szerepét Tinto Brass Caligula c. botrányfilmjében, mert pornográfiának tartotta. „Színésznő vagyok, nem prostituált.” nyilatkozta később. 
Drusilla szerepét Teresa Ann Savoy vállalta be.

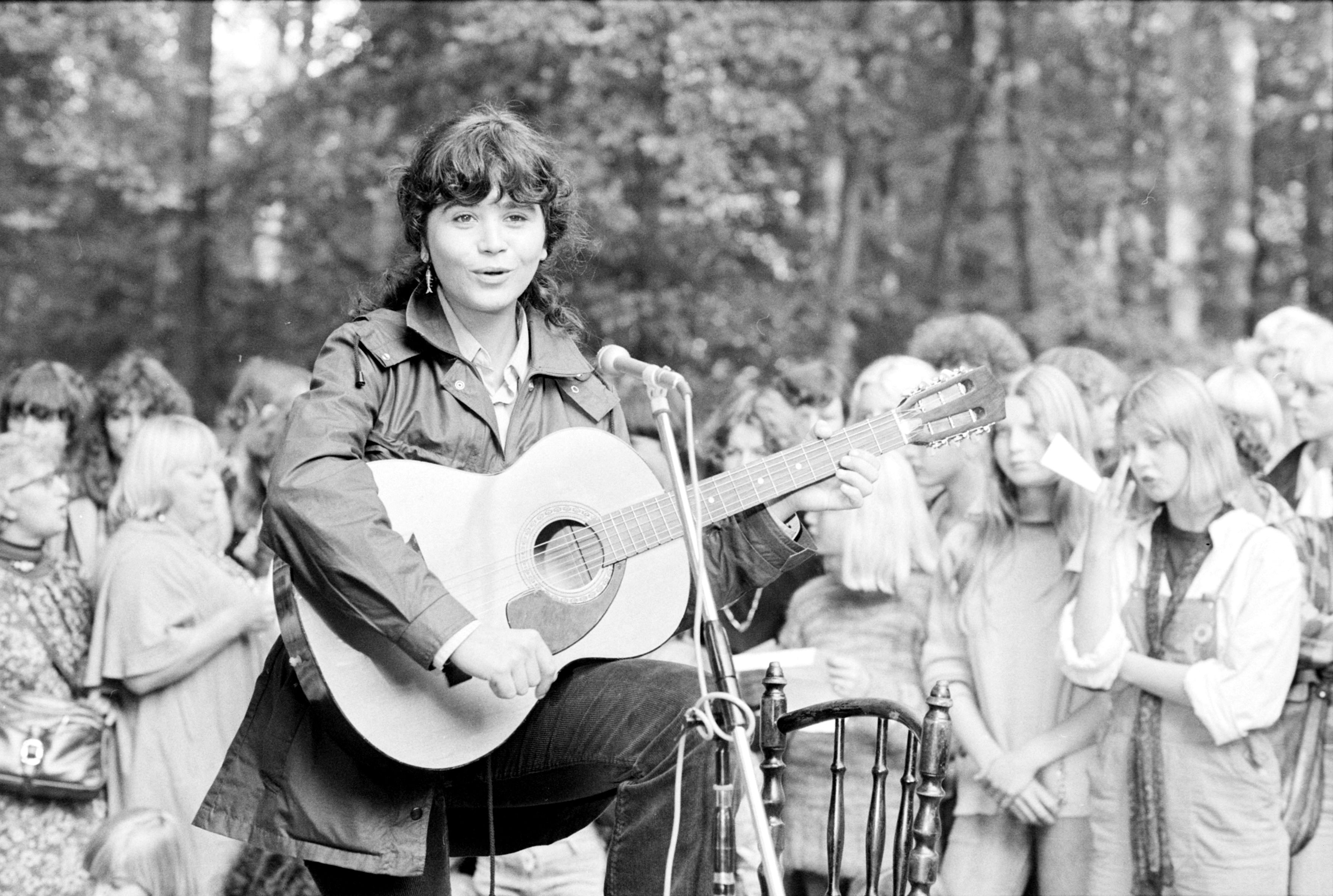
Liliane szerepében az Een vrouw als Eva c. holland filmben (1979)

Schneider a „Tangó” után még 21 filmben szerepelt, de nem tudta kifejteni teljes színésznői tehetségét. Alkoholhoz és kábítószerhez menekült, függőségi problémákkal küzdött. 1979-ban egy leszbikus zenészlányt játszott Nouchka van Brakel holland rendező Een vrouw als Eva című romantikus drámájában, majd egy fiatal prostituáltat Daniel Duval francia rendező A szökés című filmdrámájában, amely a kapcsolati erőszakról szólt. Utóbbiban nyújtott alakításáért César-díjra jelölték. 1980-ban egy római pszichiátriai klinikán kezeltette magát. 1982-ben főszerepet játszott Luigi Comencini rendező Cercasi Gesù című vígjátékában. 1985-ben David Suchet oldalán főszerepelt John Goldschmidt rendező A Song for Europe című bűnügyi thrillerében. 1989-ben Jean-Louis Trintignant mellett szerepelt Enki Bilal rendező Luxusbunker című disztópiájában. 
1992-ben Cyril Collard Vad éjszakák című életrajzi drámájában egy kisebb szerepben remekelt. Egész életében szenvedett attól, hogy a bulvársajtó évtizedekkel később is szinte kizárólag a „Tangó” eseményeiről faggatja. A Bernard Blier által 2000-ben rendezett Színészek c. filmben, amely a francia filmsztárok életét és a közönség képzelgéseit vetette össze, Schneider önmagát alakította.
2011. február 3-án, 58 éves korában hosszú betegség után elhunyt. Testét elhamvasztották, hamvait Biarritznál az Atlanti-óceánba szórták.

### Utóélete
Bertolucci 2016-ban, évekkel Schneider és Brando halála után, a Spiegelnek adott interjúban is tagadta, hogy a film hírhedt anális erőszak-jelenetében Brando valódi szexre kényszerítette volna Schneidert, aki „csak a vajról nem tudott”.
2016 végén nyilvánosságra került egy 2013-as videóinterjú. Az akkor 72 éves Bertolucci itt beismerte, hogy az anális szexjelenetet Brandóval együtt találták ki, és Schneider nem tudta, Brando mit fog tenni vele: „Egy lány igazi reagálását akartam látni, nem egy színésznőét. Azt akartam, hogy érezze a megaláztatást. Azt hiszem ezért engem is, Marlont is egész életére meggyűlölt.” Az interjú idején 72 éves rendező nem tulajdonított fontosságot a dolognak: „Hiszen ez az egész már régóta közismert dolog volt, maga Maria Schneider évekkel korábbi interjúkban nyilvánossá tette, hogy kamera előtt megerőszakolták.”

## Főbb filmszerepei
- 1969: Pascal karácsonyfája (L’arbre de Noël); névtelen szereplő
- 1969: Asszonyok (Les femmes), névtelen szereplő
- 1970: Madly; lány az üzletben
- 1971: Les jambes en l’air; Sarah Grandblaise
- 1972: A vénlány (La vieille fille); Mome
- 1972: Az utolsó tangó Párizsban (Ultimo tango a Parigi); Jeanne
- 1972: Hellé; Nicole
- 1973: Cari genitori; Antonia
- 1973: Reigen; a széplány
- 1975: Foglalkozása: riporter (Professione: reporter); a Lány
- 1975: A gyerekfelügyelő (La baby sitter); Michelle
- 1957: Violanta; Laura
- 1978: Io sono mia; Suna
- 1978: Voyage au jardin des morts; Hypolyte
- 1979: Een vrouw als Eva; Liliane (énekesnőként is)
- 1979: A szökés (La dérobade); Maloup
- 1980: Indulatok (Haine); Madeleine   - - -  Klaus Kinsky
- 1980: Merry-Go-Round; Léo
- 1980: Mama Dracula; Nancy Hawaii
- 1980: Weiße Reise; névtelen lány
- 1981: Sezona mira u Parizu (Fegyverszünet Párizsban); Elen
- 1982: La chanson du mal aimé; névtelen lány
- 1982: Cercasi Gesù; Francesca
- 1983: Balles perdues; Vera
- 1984: Yoroppa tokkyu (Hercegnő és fényképész); névtelen lány
- 1984: Buio nella valle; kétrészes tévéfilm; Lidia
- 1985: A Song for Europe; tévéfilm; Madeline Dyer
- 1987: Résidence surveillée; Céline Fontaine
- 1987: L’or noir de Lornac; tévésorozat; Brigitte
- 1989: A luxusbunker (Bunker Palace Hôtel); Muriel
- 1991: La condanna; Gitana
- 1991: Écrans de sable; Sarah
- 1992: Három asszony (Au pays des Juliets); Raïssa
- 1992: Vad éjszakák (Les nuits fauves); Noria
- 1993: Des héros ordinaires; tévésorozat; „Contrôle d’identité” c. rész; Leila Chaouen
- 1995: Navarro; tévésorozat; „L’ombre d’un père” c. rész; Samira
- 1996: Jane Eyre; Bertha
- 1998: Hinni, mindenáron (Something to Believe In); Maria Faccino
- 1998: Angelo nero; tévéfilm; Julia Mayfair
- 1988: Trisztán és Izolda (Il cuore e la spada); Maga, Írország királynője
- 2000: Színészek (Les acteurs), önmaga
- 2002: La repentie; Charlotte nővére
- 2004: Maigret; tévésorozat; „Maigret en meublé” rész; Madame Boursicault
- 2007: Au large de Bad Ragaz; Anna
- 2006: Melyik szerelem? (Quale amore); Marie
- 2007: La clef; Solange
- 2008: A.D. La guerre de l’ombre; kétrészes tévéfilm; Donatienne Klein
- 2008: Cliente; Marie-Hélène

## Elismerései, díjai
- 1973: David di Donatello-díj a Cari genitori (1973) c. filmbéli, és „Special David-díj” Az utolsó tangó Párizsban (1972) c. filmbéli alakításáért.
- 1974: Photoplay Awards, jelölés Aranyéremre (Gold Medal); a női utánpótlás (New Female Star) kategóriában
- 1974: National Society of Film Critics Awards (NSFC, USA): a legjobb színésznőnek járó NSFC-díjra jelölés, Az utolsó tangó Párizsban (1972) című filmbeli alakításáért.
- 1980: César-jelölés a legjobb női mellékszereplőnek: A szökés (La dérobade) c. filmbeli alakításáért
- 2010. június 1.: Chevalier-díj (Déco Chevalier de l’Ordre des Arts et des Lettres)[27]

## További információ
- Maria Schneider a PORT.hu-n (magyarul)
- Maria Schneider az Internetes Szinkronadatbázisban (magyarul)
- Maria Schneider az Internet Movie Database-ben (angolul)
- Maria Schneider a Rotten Tomatoeson (angolul)
- Maria Schneider az AlloCiné weboldalán (franciául)
- Maria Schneider (angol nyelven). famousfix.com. (Hozzáférés: 2023. november 12.)
- Maria Schneider (1952) (német nyelven). Filmdienst.de